# Controverse sur la succession impériale japonaise

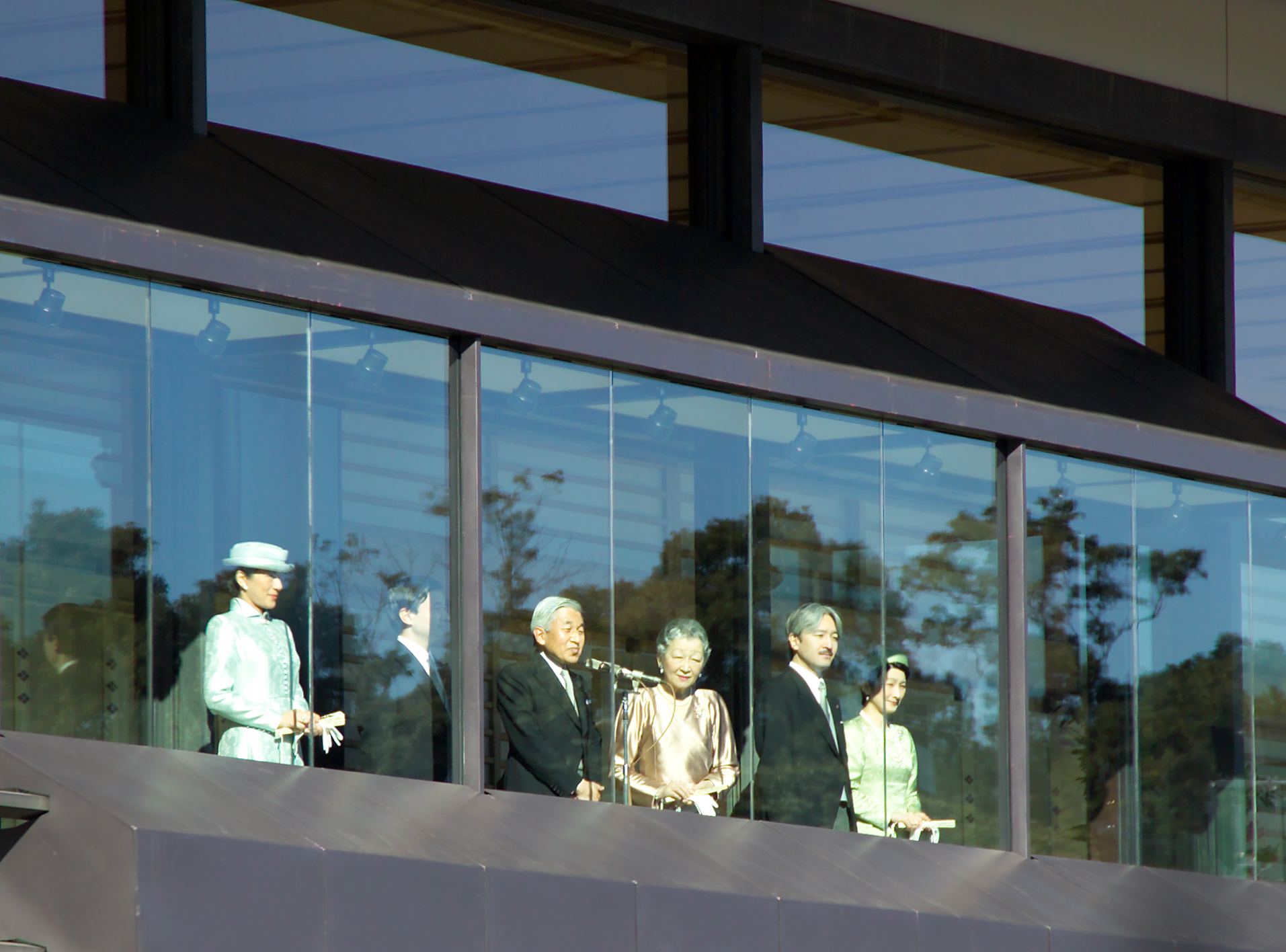
Six des vingt-et-un membres de la famille impériale japonaise. De gauche à droite : le couple Naruhito (empereur), le couple Akihito (empereur émérite) et le couple Akishino (prince héritier).

Une controverse sur la succession impériale japonaise existe depuis 2001 quant à une nécessaire réforme des règles de succession au trône japonais. Celui-ci n'est actuellement accessible qu'aux hommes de la famille impériale japonaise qui fait face à une pénurie d'héritiers mâles. Dans l'état actuel des choses, si les règles ne sont pas modifiées et que le dernier héritier mâle meurt sans fils, alors la dynastie régnant sur le Japon, la plus vieille du monde, s'éteindra.
La situation de la famille impériale fait actuellement l'objet de débats dans le monde politique japonais : la loi de la maison impériale, qui vise à préserver la pureté de la lignée impériale, risque de conduire à l'extinction de la dynastie. La famille impériale n'est composée que de vingt-et-un membres : les descendants de l'empereur Meiji par leur père (un empereur, quatre princes impériaux), leurs épouses (cinq princesses impériales, deux veuves) et leurs enfants (huit princesses, un prince). Les règles donnent une priorité absolue aux hommes, qui sont les seuls à pouvoir apporter des membres supplémentaires ; or la famille impériale n'a donné naissance qu'à des filles (huit princesses au total) de 1965 à 2006 — date à laquelle est né un garçon.
Selon les règles, lorsqu'une princesse se marie, elle est exclue de la famille impériale. La famille impériale pourrait donc se réduire de plusieurs membres dans les années à venir. 
L'avenir de la famille impériale repose donc aujourd'hui essentiellement sur Hisahito qui est le seul à pouvoir apporter des membres supplémentaires (avec sa femme et ses enfants) ; s'il échoue à avoir un fils, la famille impériale disparaîtra, à moins que les règles ne soient modifiées. Même s'il réussit à donner naissance à un fils, la crise n'en sera que reportée d'une génération.

## Contexte

### Évolutions historiques
Par tradition, la succession au trône impérial était régie par le principe d'ancienneté agnatique (du père à l'enfant aîné). En théorie, tous les membres, hommes ou femmes, descendants patrilinéaires (par le père) des premiers monarques japonais, qui descendaient eux-mêmes du premier empereur, Jinmu, pouvaient prétendre au trône du chrysanthème (surnom du trône impérial). En pratique cependant, la priorité était donnée aux fils aînés des monarques, suivi par ses frères, puis des fils et autres mâles de la famille patrilinéaire directe, en dernier recours suivis par des membres des maisons shinnōke (branches de la famille impériale), soit en d'autres termes par tout parent mâle et occasionnellement par des cousins éloignés. Parce qu'il n'y avait aucune restriction au remariage ou polygynie dans le Japon d'autrefois, il existait généralement une pléthore de mâles pouvant prétendre au trône. Il y a cependant plusieurs cas historiques de femmes régnant sur le trône. Mais comme leurs descendants n'avaient pas le droit de prétendre au trône (droit transmis uniquement par les hommes), le fait de couronner une femme provoquait souvent des disputes de succession à la fin de son règne. Dans certaines occasions, l'héritier mâle direct était trop jeune pour assumer la fonction, ainsi, dans ces cas-là, c'est sa mère, sa tante ou sa sœur aînée, si elles descendaient du monarque précédent, qui pouvaient temporairement monter sur le trône jusqu'à la puberté de l'enfant, âge jugé suffisant pour assumer la fonction.

### Ère Meiji: occidentalisation du système impérial
Cependant, après la restauration de Meiji de 1868, le Japon copie le modèle prussien de succession impériale dans lequel les femmes de la famille impériale étaient explicitement exclues. Fait plus significatif, en pleine période d'occidentalisation et de modernisation du Japon, le gouvernement interdit la polygamie, qui était alors autorisée aux membres des familles nobles (samouraï ou kuge), surtout si la première femme n'arrivait pas à donner naissance à un fils. Les femmes sont bannies de la succession impériale pour la première fois en 1889 par la constitution Meiji d'influence prussienne. Cette interdiction est confirmée par la loi de la maison impériale de 1947, adoptée durant l'occupation américaine. Plus important encore, le Japon vote l'interdiction de la polygynie (plusieurs concubines) et l'empereur Meiji est le dernier souverain à avoir une deuxième épouse officielle.

### Réforme de 1947
Après la Seconde Guerre mondiale, une autre restriction est imposée : seuls les proches parents de l'empereur (enfants et descendants, frères et sœurs et descendants) faisant partie de la famille impériale officielle, peuvent prétendre à la succession.
La loi de 1947 limite la succession aux descendants mâles de l'empereur Meiji seulement (excluant du même coup les autres lignées mâles de la dynastie impériale, comme les Fushimi, Higashikuni, Kitashirakawa, etc) et interdit explicitement à l'empereur et aux autres membres de la famille impériale d'adopter des enfants. Récemment, certaines personnes ont affirmé que le système actuel ne pouvait plus fonctionner sur le long terme étant donné qu'il est de moins en moins probable qu'un prince mâle soit disponible pour monter sur le trône.

## Situation actuelle
L'empereur émérite Akihito a deux fils : l'empereur régnant Naruhito et le prince Akishino. Ce dernier est le père du seul petit-fils d'Akihito, le prince Hisahito (né en 2006). Le frère de l'empereur émérite, le prince Hitachi, n'a pas d'enfants.  Son oncle, le prince Mikasa (mort en 2016), n'a pas de petits-fils et son cousin, le prince Yoshihito de Katsura, est décédé sans enfants.
L'empereur Naruhito et sa femme l'impératrice Masako ont une enfant, la princesse Toshi, né le 1er décembre 2001. La naissance de cette enfant, plus de huit ans après le mariage de ses parents et à la suite des grandes difficultés de sa mère (de notoriété commune) de concevoir un enfant, suscite un vif débat au Japon à propos de la succession impériale. Pour ajouter à cette pénurie d'héritiers mâles, le frère de Naruhito, le prince Akishino, n'avait que deux filles, la princesse Mako d'Akishino, née le 23 octobre 1991, et la princesse Kako d'Akishino, née le 29 décembre 1994. Les deux autres membres collatéraux de la famille impériale n'ont que des filles. Le défunt prince Tomohito de Mikasa avait deux filles, la princesse Akiko de Mikasa, née le 20 décembre 1981 et la princesse Yōko de Mikasa, née le 25 octobre 1983. Le défunt prince Norihito de Takamado avait trois filles, la princesse Tsuguko de Takamado, née le 8 mars 1986, la princesse Noriko de Takamado, née le 22 juillet 1988 et la princesse Ayako de Takamado, née le 15 septembre 1990. Aucun héritier mâle n'est né dans la famille impériale pendant quarante-et-un ans. 
Au début des années 2000, la controverse sur la succession impériale devient une véritable question politique. En mai 2006, le journal Asahi Shinbun publie un éditorial sur la situation intenable du système actuel. Dans un sondage du journal de mars 2006, 82 % des répondants soutenaient une réforme de la loi de la maison impériale pour permettre à une femme d'accéder au trône impérial. Le Premier ministre de l'époque, Jun'ichirō Koizumi, soutient aussi fortement une réforme lors d'une session au Parlement en 2006 en s'engageant à présenter un projet de loi. Certains conservateurs s'y opposent et affirment que le débat est prématuré.

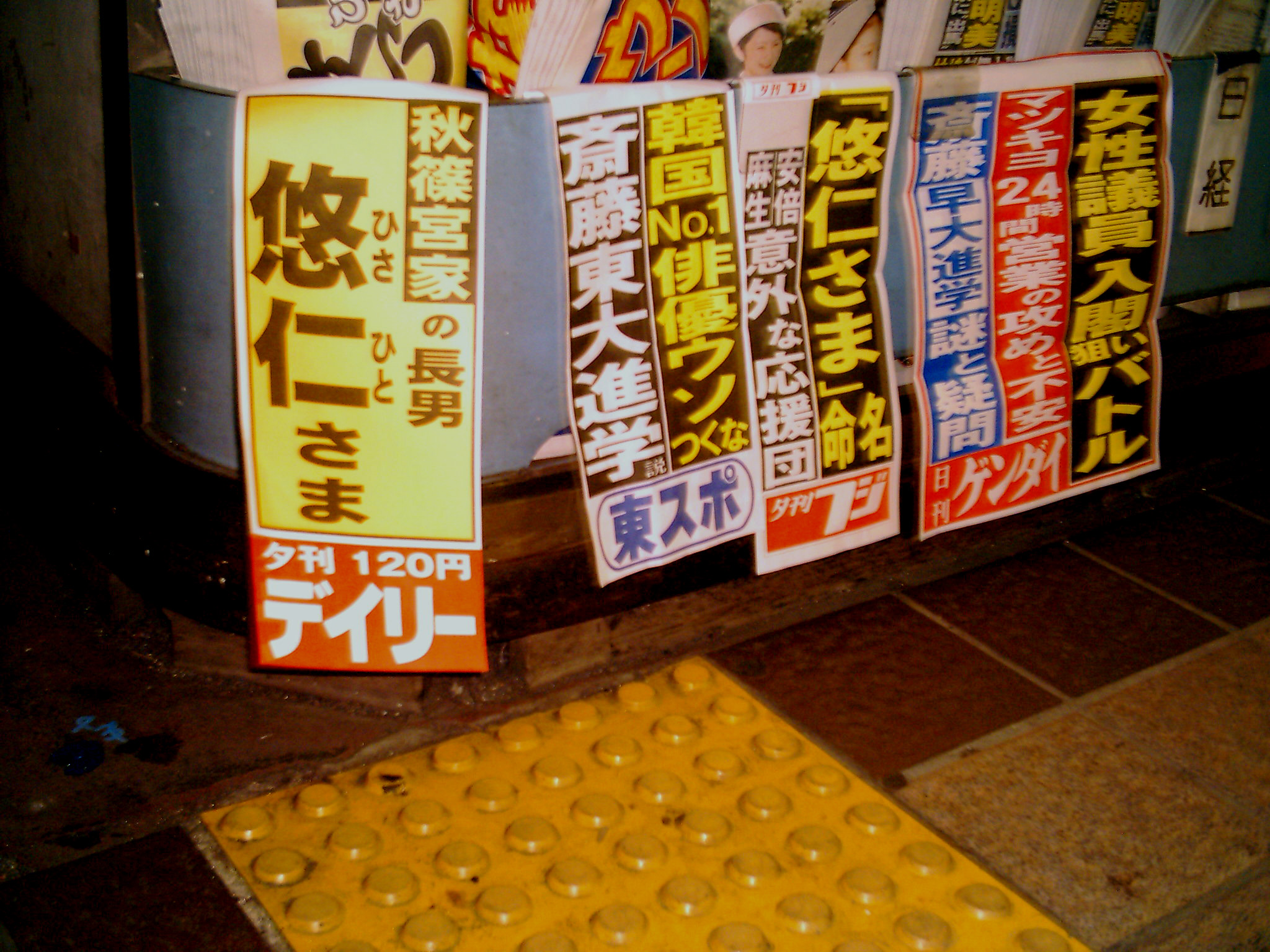
Journaux japonais annonçant la naissance du prince Hisahito.

Le cousin de l'empereur, le prince Tomohito de Mikasa, soutient aussi la proposition en affirmant que les membres mâles officiels de la famille impériale japonaise, dont il fait partie, devraient pouvoir prendre des concubines pour avoir plus de chance de produire un héritier mâle, parce qu'il était autrefois possible qu'un enfant illégitime monte sur le trône. Il affirme cependant plus tard que cette suggestion était une plaisanterie. Une autre solution envisagée serait de restaurer les branches shinnōke (branches collatérales agnatiques de la famille impériale qui furent désanoblies par les forces d'occupation américaines).
L'épouse du prince Akishino, la princesse Kiko d'Akishino, donne naissance à un garçon le 6 septembre 2006. L'enfant, le prince Hisahito d'Akishino, est actuellement deuxième dans l'ordre de succession au trône. À la suite de cette naissance, le débat politique sur le sujet diminue en importance. Koizumi retire son intention de présenter un projet de loi, bien que l'opinion publique sur une possible réforme reste élevée, à 68 %.
L'arbre généalogique suivant représente la structure de la famille impériale. Les personnes décédées sont en italiques et, dans un souci de simplicité, les épouses et veuves sont occultées :
|                                                    |                                                    |                                                    |                                                    |                                                    |                                                    |  |  |                        |                        |                        |                        |                                                       |                                                       |                                                       |                                                       |                                                            |                                                            |                                                            |                                                            |                                                            |                                                            |                            |                            |                            |                            |                                  |                                  |                                  |                                  |                                  |                                  | Yoshihito (empereur Taishō) (1879-1926) règne de 1912 à 1926 |                        |                        |                        |                                   |                                   |                                   |                                   |                                   |                                   |                       |                       |                       |                       |                                  |                                  |                                  |                                  |                                  |                                  |                            |                            |  |  |                                  |                                  |                                  |                                  |                                  |                                  |  |  |                          |                          |                          |                          |                          |                          |  |  |  |  |  |  |  |  |  |  |  |  |  |  |  |  |  |  |  |  |  |  |  |  |  |  |  |  |  |  |  |  |  |  |  |  |  |  |  |  |  |  |  |  |  |  |  |  |
|                                                    |                                                    |                                                    |                                                    |                                                    |                                                    |  |  |                        |                        |                        |                        |                                                       |                                                       |                                                       |                                                       |                                                            |                                                            |                                                            |                                                            |                                                            |                                                            |                            |                            |                            |                            |                                  |                                  |                                  |                                  |                                  |                                  |                                                              |                        |                        |                        |                                   |                                   |                                   |                                   |                                   |                                   |                       |                       |                       |                       |                                  |                                  |                                  |                                  |                                  |                                  |                            |                            |  |  |                                  |                                  |                                  |                                  |                                  |                                  |  |  |                          |                          |                          |                          |                          |                          |  |  |  |  |  |  |  |  |  |  |  |  |  |  |  |  |  |  |  |  |  |  |  |  |  |  |  |  |  |  |  |  |  |  |  |  |  |  |  |  |  |  |  |  |  |  |  |  |
|                                                    |                                                    |                                                    |                                                    |                                                    |                                                    |  |  |                        |                        |                        |                        |                                                       |                                                       |                                                       |                                                       |                                                            |                                                            |                                                            |                                                            |                                                            |                                                            |                            |                            |                            |                            |                                  |                                  |                                  |                                  |                                  |                                  |                                                              |                        |                        |                        |                                   |                                   |                                   |                                   |                                   |                                   |                       |                       |                       |                       |                                  |                                  |                                  |                                  |                                  |                                  |                            |                            |  |  |                                  |                                  |                                  |                                  |                                  |                                  |  |  |                          |                          |                          |                          |                          |                          |  |  |  |  |  |  |  |  |  |  |  |  |  |  |  |  |  |  |  |  |  |  |  |  |  |  |  |  |  |  |  |  |  |  |  |  |  |  |  |  |  |  |  |  |  |  |  |  |
|                                                    |                                                    |                                                    |                                                    |                                                    |                                                    |  |  |                        |                        |                        |                        |                                                       |                                                       |                                                       |                                                       | Hirohito (empereur Shōwa) (1901-1989) règne de 1926 à 1989 | Hirohito (empereur Shōwa) (1901-1989) règne de 1926 à 1989 | Hirohito (empereur Shōwa) (1901-1989) règne de 1926 à 1989 | Hirohito (empereur Shōwa) (1901-1989) règne de 1926 à 1989 | Hirohito (empereur Shōwa) (1901-1989) règne de 1926 à 1989 | Hirohito (empereur Shōwa) (1901-1989) règne de 1926 à 1989 |                            |                            |                            |                            | Yasuhito de Chichibu (1902-1953) | Yasuhito de Chichibu (1902-1953) | Yasuhito de Chichibu (1902-1953) | Yasuhito de Chichibu (1902-1953) | Yasuhito de Chichibu (1902-1953) | Yasuhito de Chichibu (1902-1953) |                                                              |                        |                        |                        | Nobuhito de Takamatsu (1905-1987) | Nobuhito de Takamatsu (1905-1987) | Nobuhito de Takamatsu (1905-1987) | Nobuhito de Takamatsu (1905-1987) | Nobuhito de Takamatsu (1905-1987) | Nobuhito de Takamatsu (1905-1987) |                       |                       |                       |                       | Takahito de Misaka (1915-2016)   | Takahito de Misaka (1915-2016)   | Takahito de Misaka (1915-2016)   | Takahito de Misaka (1915-2016)   | Takahito de Misaka (1915-2016)   | Takahito de Misaka (1915-2016)   |                            |                            |  |  |                                  |                                  |                                  |                                  |                                  |                                  |  |  |                          |                          |                          |                          |                          |                          |  |  |  |  |  |  |  |  |  |  |  |  |  |  |  |  |  |  |  |  |  |  |  |  |  |  |  |  |  |  |  |  |  |  |  |  |  |  |  |  |  |  |  |  |  |  |  |  |
|                                                    |                                                    |                                                    |                                                    |                                                    |                                                    |  |  |                        |                        |                        |                        |                                                       |                                                       |                                                       |                                                       | Hirohito (empereur Shōwa) (1901-1989) règne de 1926 à 1989 | Hirohito (empereur Shōwa) (1901-1989) règne de 1926 à 1989 | Hirohito (empereur Shōwa) (1901-1989) règne de 1926 à 1989 | Hirohito (empereur Shōwa) (1901-1989) règne de 1926 à 1989 | Hirohito (empereur Shōwa) (1901-1989) règne de 1926 à 1989 | Hirohito (empereur Shōwa) (1901-1989) règne de 1926 à 1989 |                            |                            |                            |                            | Yasuhito de Chichibu (1902-1953) | Yasuhito de Chichibu (1902-1953) | Yasuhito de Chichibu (1902-1953) | Yasuhito de Chichibu (1902-1953) | Yasuhito de Chichibu (1902-1953) | Yasuhito de Chichibu (1902-1953) |                                                              |                        |                        |                        | Nobuhito de Takamatsu (1905-1987) | Nobuhito de Takamatsu (1905-1987) | Nobuhito de Takamatsu (1905-1987) | Nobuhito de Takamatsu (1905-1987) | Nobuhito de Takamatsu (1905-1987) | Nobuhito de Takamatsu (1905-1987) |                       |                       |                       |                       | Takahito de Misaka (1915-2016)   | Takahito de Misaka (1915-2016)   | Takahito de Misaka (1915-2016)   | Takahito de Misaka (1915-2016)   | Takahito de Misaka (1915-2016)   | Takahito de Misaka (1915-2016)   |                            |                            |  |  |                                  |                                  |                                  |                                  |                                  |                                  |  |  |                          |                          |                          |                          |                          |                          |  |  |  |  |  |  |  |  |  |  |  |  |  |  |  |  |  |  |  |  |  |  |  |  |  |  |  |  |  |  |  |  |  |  |  |  |  |  |  |  |  |  |  |  |  |  |  |  |
|                                                    |                                                    |                                                    |                                                    |                                                    |                                                    |  |  |                        |                        |                        |                        |                                                       |                                                       |                                                       |                                                       |                                                            |                                                            |                                                            |                                                            |                                                            |                                                            |                            |                            |                            |                            |                                  |                                  |                                  |                                  |                                  |                                  |                                                              |                        |                        |                        |                                   |                                   |                                   |                                   |                                   |                                   |                       |                       |                       |                       |                                  |                                  |                                  |                                  |                                  |                                  |                            |                            |  |  |                                  |                                  |                                  |                                  |                                  |                                  |  |  |                          |                          |                          |                          |                          |                          |  |  |  |  |  |  |  |  |  |  |  |  |  |  |  |  |  |  |  |  |  |  |  |  |  |  |  |  |  |  |  |  |  |  |  |  |  |  |  |  |  |  |  |  |  |  |  |  |
|                                                    |                                                    |                                                    |                                                    |                                                    |                                                    |  |  |                        |                        |                        |                        | Akihito (empereur Heisei) (1933) règne de 1989 à 2019 | Akihito (empereur Heisei) (1933) règne de 1989 à 2019 | Akihito (empereur Heisei) (1933) règne de 1989 à 2019 | Akihito (empereur Heisei) (1933) règne de 1989 à 2019 | Akihito (empereur Heisei) (1933) règne de 1989 à 2019      | Akihito (empereur Heisei) (1933) règne de 1989 à 2019      |                                                            |                                                            | Masahito de Hitachi (1935)                                 | Masahito de Hitachi (1935)                                 | Masahito de Hitachi (1935) | Masahito de Hitachi (1935) | Masahito de Hitachi (1935) | Masahito de Hitachi (1935) |                                  |                                  |                                  |                                  |                                  |                                  |                                                              |                        |                        |                        | Tomohito de Mikasa (1946-2012)    | Tomohito de Mikasa (1946-2012)    | Tomohito de Mikasa (1946-2012)    | Tomohito de Mikasa (1946-2012)    | Tomohito de Mikasa (1946-2012)    | Tomohito de Mikasa (1946-2012)    |                       |                       |                       |                       | Yoshihito de Katsura (1948-2014) | Yoshihito de Katsura (1948-2014) | Yoshihito de Katsura (1948-2014) | Yoshihito de Katsura (1948-2014) | Yoshihito de Katsura (1948-2014) | Yoshihito de Katsura (1948-2014) |                            |                            |  |  | Norihito de Takamado (1954-2002) | Norihito de Takamado (1954-2002) | Norihito de Takamado (1954-2002) | Norihito de Takamado (1954-2002) | Norihito de Takamado (1954-2002) | Norihito de Takamado (1954-2002) |  |  |                          |                          |                          |                          |                          |                          |  |  |  |  |  |  |  |  |  |  |  |  |  |  |  |  |  |  |  |  |  |  |  |  |  |  |  |  |  |  |  |  |  |  |  |  |  |  |  |  |  |  |  |  |  |  |  |  |
|                                                    |                                                    |                                                    |                                                    |                                                    |                                                    |  |  |                        |                        |                        |                        | Akihito (empereur Heisei) (1933) règne de 1989 à 2019 | Akihito (empereur Heisei) (1933) règne de 1989 à 2019 | Akihito (empereur Heisei) (1933) règne de 1989 à 2019 | Akihito (empereur Heisei) (1933) règne de 1989 à 2019 | Akihito (empereur Heisei) (1933) règne de 1989 à 2019      | Akihito (empereur Heisei) (1933) règne de 1989 à 2019      |                                                            |                                                            | Masahito de Hitachi (1935)                                 | Masahito de Hitachi (1935)                                 | Masahito de Hitachi (1935) | Masahito de Hitachi (1935) | Masahito de Hitachi (1935) | Masahito de Hitachi (1935) |                                  |                                  |                                  |                                  |                                  |                                  |                                                              |                        |                        |                        | Tomohito de Mikasa (1946-2012)    | Tomohito de Mikasa (1946-2012)    | Tomohito de Mikasa (1946-2012)    | Tomohito de Mikasa (1946-2012)    | Tomohito de Mikasa (1946-2012)    | Tomohito de Mikasa (1946-2012)    |                       |                       |                       |                       | Yoshihito de Katsura (1948-2014) | Yoshihito de Katsura (1948-2014) | Yoshihito de Katsura (1948-2014) | Yoshihito de Katsura (1948-2014) | Yoshihito de Katsura (1948-2014) | Yoshihito de Katsura (1948-2014) |                            |                            |  |  | Norihito de Takamado (1954-2002) | Norihito de Takamado (1954-2002) | Norihito de Takamado (1954-2002) | Norihito de Takamado (1954-2002) | Norihito de Takamado (1954-2002) | Norihito de Takamado (1954-2002) |  |  |                          |                          |                          |                          |                          |                          |  |  |  |  |  |  |  |  |  |  |  |  |  |  |  |  |  |  |  |  |  |  |  |  |  |  |  |  |  |  |  |  |  |  |  |  |  |  |  |  |  |  |  |  |  |  |  |  |
|                                                    |                                                    |                                                    |                                                    |                                                    |                                                    |  |  |                        |                        |                        |                        |                                                       |                                                       |                                                       |                                                       |                                                            |                                                            |                                                            |                                                            |                                                            |                                                            |                            |                            |                            |                            |                                  |                                  |                                  |                                  |                                  |                                  |                                                              |                        |                        |                        |                                   |                                   |                                   |                                   |                                   |                                   |                       |                       |                       |                       |                                  |                                  |                                  |                                  |                                  |                                  |                            |                            |  |  |                                  |                                  |                                  |                                  |                                  |                                  |  |  |                          |                          |                          |                          |                          |                          |  |  |  |  |  |  |  |  |  |  |  |  |  |  |  |  |  |  |  |  |  |  |  |  |  |  |  |  |  |  |  |  |  |  |  |  |  |  |  |  |  |  |  |  |  |  |  |  |
| Naruhito (empereur Reiwa) (1960) règne depuis 2019 | Naruhito (empereur Reiwa) (1960) règne depuis 2019 | Naruhito (empereur Reiwa) (1960) règne depuis 2019 | Naruhito (empereur Reiwa) (1960) règne depuis 2019 | Naruhito (empereur Reiwa) (1960) règne depuis 2019 | Naruhito (empereur Reiwa) (1960) règne depuis 2019 |  |  |                        |                        |                        |                        |                                                       |                                                       |                                                       |                                                       | Fumihito d'Akishino (1965)                                 | Fumihito d'Akishino (1965)                                 | Fumihito d'Akishino (1965)                                 | Fumihito d'Akishino (1965)                                 | Fumihito d'Akishino (1965)                                 | Fumihito d'Akishino (1965)                                 |                            |                            | Sayako de Nori (1969)      | Sayako de Nori (1969)      | Sayako de Nori (1969)            | Sayako de Nori (1969)            | Sayako de Nori (1969)            | Sayako de Nori (1969)            |                                  |                                  | Akiko de Mikasa (1981)                                       | Akiko de Mikasa (1981) | Akiko de Mikasa (1981) | Akiko de Mikasa (1981) | Akiko de Mikasa (1981)            | Akiko de Mikasa (1981)            |                                   |                                   | Yōko de Mikasa (1983)             | Yōko de Mikasa (1983)             | Yōko de Mikasa (1983) | Yōko de Mikasa (1983) | Yōko de Mikasa (1983) | Yōko de Mikasa (1983) |                                  |                                  | Tsuguko de Takamado (1986)       | Tsuguko de Takamado (1986)       | Tsuguko de Takamado (1986)       | Tsuguko de Takamado (1986)       | Tsuguko de Takamado (1986) | Tsuguko de Takamado (1986) |  |  | Noriko de Takamado (1988)        | Noriko de Takamado (1988)        | Noriko de Takamado (1988)        | Noriko de Takamado (1988)        | Noriko de Takamado (1988)        | Noriko de Takamado (1988)        |  |  | Ayako de Takamado (1990) | Ayako de Takamado (1990) | Ayako de Takamado (1990) | Ayako de Takamado (1990) | Ayako de Takamado (1990) | Ayako de Takamado (1990) |  |  |  |  |  |  |  |  |  |  |  |  |  |  |  |  |  |  |  |  |  |  |  |  |  |  |  |  |  |  |  |  |  |  |  |  |  |  |  |  |  |  |  |  |  |  |  |  |
| Naruhito (empereur Reiwa) (1960) règne depuis 2019 | Naruhito (empereur Reiwa) (1960) règne depuis 2019 | Naruhito (empereur Reiwa) (1960) règne depuis 2019 | Naruhito (empereur Reiwa) (1960) règne depuis 2019 | Naruhito (empereur Reiwa) (1960) règne depuis 2019 | Naruhito (empereur Reiwa) (1960) règne depuis 2019 |  |  |                        |                        |                        |                        |                                                       |                                                       |                                                       |                                                       | Fumihito d'Akishino (1965)                                 | Fumihito d'Akishino (1965)                                 | Fumihito d'Akishino (1965)                                 | Fumihito d'Akishino (1965)                                 | Fumihito d'Akishino (1965)                                 | Fumihito d'Akishino (1965)                                 |                            |                            | Sayako de Nori (1969)      | Sayako de Nori (1969)      | Sayako de Nori (1969)            | Sayako de Nori (1969)            | Sayako de Nori (1969)            | Sayako de Nori (1969)            |                                  |                                  | Akiko de Mikasa (1981)                                       | Akiko de Mikasa (1981) | Akiko de Mikasa (1981) | Akiko de Mikasa (1981) | Akiko de Mikasa (1981)            | Akiko de Mikasa (1981)            |                                   |                                   | Yōko de Mikasa (1983)             | Yōko de Mikasa (1983)             | Yōko de Mikasa (1983) | Yōko de Mikasa (1983) | Yōko de Mikasa (1983) | Yōko de Mikasa (1983) |                                  |                                  | Tsuguko de Takamado (1986)       | Tsuguko de Takamado (1986)       | Tsuguko de Takamado (1986)       | Tsuguko de Takamado (1986)       | Tsuguko de Takamado (1986) | Tsuguko de Takamado (1986) |  |  | Noriko de Takamado (1988)        | Noriko de Takamado (1988)        | Noriko de Takamado (1988)        | Noriko de Takamado (1988)        | Noriko de Takamado (1988)        | Noriko de Takamado (1988)        |  |  | Ayako de Takamado (1990) | Ayako de Takamado (1990) | Ayako de Takamado (1990) | Ayako de Takamado (1990) | Ayako de Takamado (1990) | Ayako de Takamado (1990) |  |  |  |  |  |  |  |  |  |  |  |  |  |  |  |  |  |  |  |  |  |  |  |  |  |  |  |  |  |  |  |  |  |  |  |  |  |  |  |  |  |  |  |  |  |  |  |  |
|                                                    |                                                    |                                                    |                                                    |                                                    |                                                    |  |  |                        |                        |                        |                        |                                                       |                                                       |                                                       |                                                       |                                                            |                                                            |                                                            |                                                            |                                                            |                                                            |                            |                            |                            |                            |                                  |                                  |                                  |                                  |                                  |                                  |                                                              |                        |                        |                        |                                   |                                   |                                   |                                   |                                   |                                   |                       |                       |                       |                       |                                  |                                  |                                  |                                  |                                  |                                  |                            |                            |  |  |                                  |                                  |                                  |                                  |                                  |                                  |  |  |                          |                          |                          |                          |                          |                          |  |  |  |  |  |  |  |  |  |  |  |  |  |  |  |  |  |  |  |  |  |  |  |  |  |  |  |  |  |  |  |  |  |  |  |  |  |  |  |  |  |  |  |  |  |  |  |  |
| Aiko de Toshi (2001)                               | Aiko de Toshi (2001)                               | Aiko de Toshi (2001)                               | Aiko de Toshi (2001)                               | Aiko de Toshi (2001)                               | Aiko de Toshi (2001)                               |  |  | Mako d'Akishino (1991) | Mako d'Akishino (1991) | Mako d'Akishino (1991) | Mako d'Akishino (1991) | Mako d'Akishino (1991)                                | Mako d'Akishino (1991)                                |                                                       |                                                       | Kako d'Akishino (1994)                                     | Kako d'Akishino (1994)                                     | Kako d'Akishino (1994)                                     | Kako d'Akishino (1994)                                     | Kako d'Akishino (1994)                                     | Kako d'Akishino (1994)                                     |                            |                            | Hisahito d'Akishino (2006) | Hisahito d'Akishino (2006) | Hisahito d'Akishino (2006)       | Hisahito d'Akishino (2006)       | Hisahito d'Akishino (2006)       | Hisahito d'Akishino (2006)       |                                  |                                  |                                                              |                        |                        |                        |                                   |                                   |                                   |                                   |                                   |                                   |                       |                       |                       |                       |                                  |                                  |                                  |                                  |                                  |                                  |                            |                            |  |  |                                  |                                  |                                  |                                  |                                  |                                  |  |  |                          |                          |                          |                          |                          |                          |  |  |  |  |  |  |  |  |  |  |  |  |  |  |  |  |  |  |  |  |  |  |  |  |  |  |  |  |  |  |  |  |  |  |  |  |  |  |  |  |  |  |  |  |  |  |  |  |

## Chronologie des événements récents
Une controverse existe sur une possible réforme des règles de succession régies par la loi de la maison impériale de 1947. En politique, la droite préconise un changement sur le modèle de primogéniture agnatique prussien (premier enfant du monarque homme, garçon ou fille)[réf. nécessaire] et également d'abolir la précédente exclusion de nombreux mâles de la famille impériale. Les libéraux préconisent l'adoption d'une primogéniture absolue. Les modérés préconisent la ré-adoption des anciennes règles de succession par lesquelles une femme pouvait accéder au trône si elle avait préséance d'ancienneté ou proximité au sein de la fratrie patrilinéaire. La princesse Takamatsu (décédée en 2004), dernier membre de la branche Arisugawa-no-miya et tante de l'actuel empereur, préconisait, lors d'une entrevue avec un média en 2002, l'adoption des règles traditionnelles permettant aux princesses de monter sur le trône à la suite de la naissance de la princesse Aiko (née en 2001).
L'adoption d'une primogéniture absolue permettrait, comme ce fut le cas plusieurs fois dans l'histoire, aux descendantes célibataires ou veuves de la lignée mâle de la famille impériale de monter sur le trône du chrysanthème, et amènerait également une innovation : autoriser les princesses mariées et leurs enfants, dont les pères ne sont pas descendants de la lignée mâle des premiers empereurs, de monter sur le trône. Ce scénario signifierait qu'une nouvelle dynastie monterait sur le trône.

### 2004-2005: prémices d'une volonté de réforme
En décembre 2004, lorsque la princesse Masako atteint l'âge de quarante-et-un ans et que ses chances d'avoir un nouvel enfant s'amenuisent, le Premier ministre Jun'ichirō Koizumi réunit un groupe de dix experts pour étudier le problème de la succession et trouver des solutions possibles. Les experts sont : Hiroyuki Yoshikawa, ancien président de l'université de Tokyo et spécialiste en ingénierie robotique, Itsuo Sonobe, ancien juge à la Cour suprême autrefois membre du conseil de la maison impériale et spécialiste de la loi de la maison impériale, Sadako Ogata, ancienne responsable du Haut Commissariat des Nations unies pour les réfugiés, Sumiko Iwao, sociologue faisant autorité sur les questions de discrimination sexuelle, Takeshi Sasaki, président de l'université de Tokyo, Kōji Satō, spécialiste de la Constitution nationale, Masaaki Kubo, spécialiste des classiques occidentaux, Haruo Sasayama, historien, Hiroshi Okuda, président de Toyota, et Teijirō Furukawa, ancien Secrétaire général du Cabinet. Sur les dix membres, seuls deux ont autorité dans les affaires de la famille impériale. Il est prévu que le groupe se réunisse chaque mois à raison d'une heure ou deux à chaque fois.
Le 24 janvier 2005, le gouvernement japonais annonce qu'il examinera peut-être la possible autorisation au prince héritier Naruhito et à son épouse d'adopter un enfant mâle, afin d'éviter une possible « crise d'héritiers ». L'adoption parmi les autres branches de la famille impériale est une très vieille tradition dynastique qui ne fut interdite que dans la période moderne sous l'influence de l'Occident. L'enfant aurait été probablement adopté parmi les membres des anciennes branches impériales qui ont perdu leur statut après la Seconde Guerre mondiale. La commission d'experts nommée par le gouvernement présente également un rapport le 25 octobre 2005 dans lequel il recommande que les règles de succession soit amendées pour permettre une primogéniture égalitaire.
En novembre 2005, il est rapporté que le cousin de l'empereur Akihito, le prince Tomohito de Mikasa, s'oppose à une réforme des règles de succession, dans un article du magazine de l'association de santé dont il est président. Il suggère quatre options pour poursuivre la lignée mâle : la quatrième d'entre elles serait de permettre à l'empereur ou au prince héritier de prendre une concubine, ce qui était autorisé par les anciennes règles. Le même mois, le groupe des dix experts remet son rapport, dans lequel il rejette l'idée de restaurer le système des concubines ainsi que celui des anciennes branches familiales (shinnōke et ōke) sous le prétexte que cela est anti-démocratique et impopulaire. Il recommande de permettre aux femmes de monter sur le trône comme cela est déjà arrivé dans le passé. Il recommande également que le premier enfant, quel que soit son sexe, du souverain régnant, homme ou femme, succède au trône, une proposition inédite. Il recommande enfin que les princesses conservent leur statut de membres de la famille impériale après leur mariage et que leurs maris roturiers deviennent princes impériaux.

### 2006: naissance de Hisahito

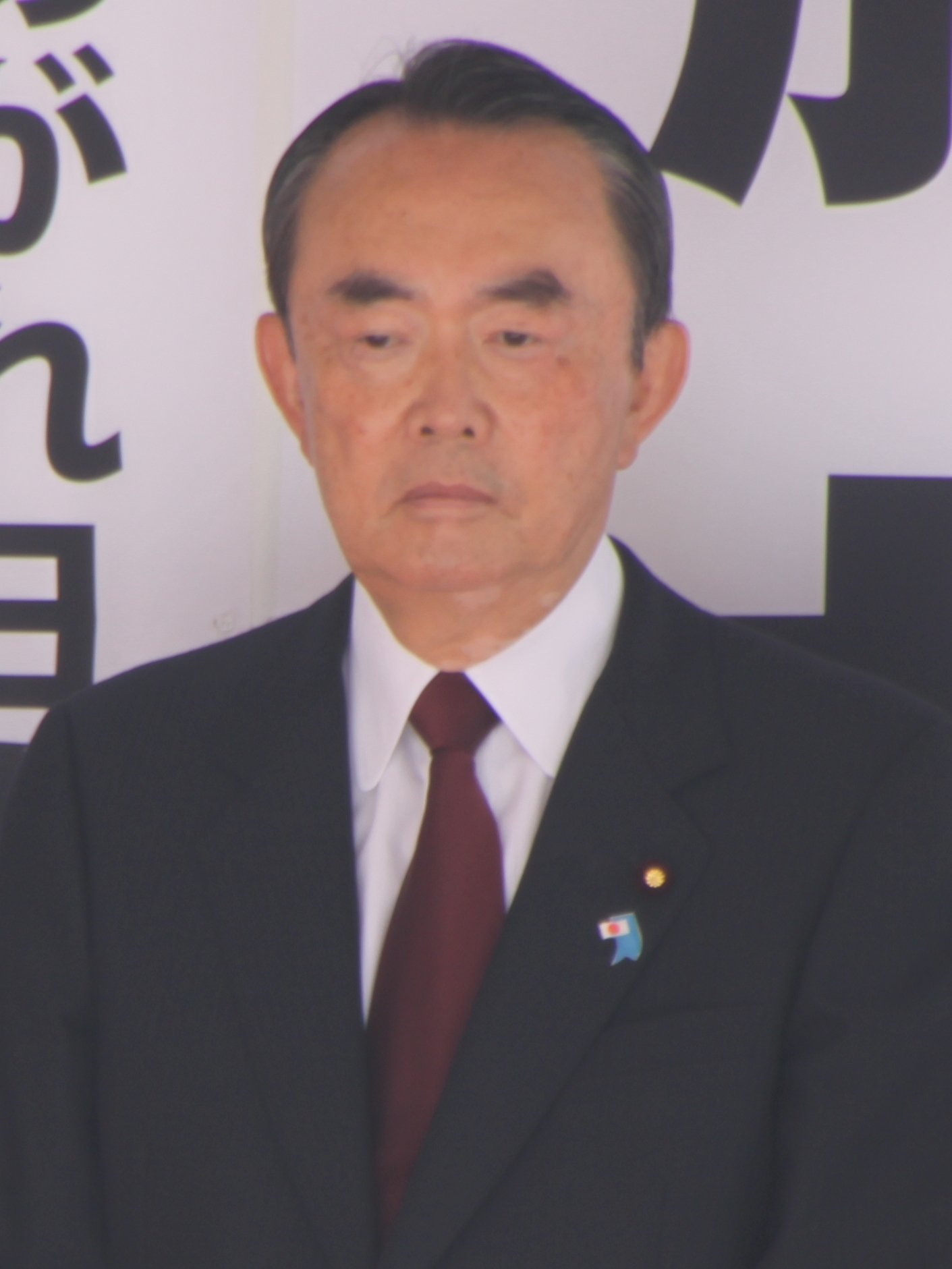
Takeo Hiranuma refuse l'idée que les femmes puissent rester dans la famille impériale après leur mariage de peur qu'elles épousent dans l'avenir un « étranger aux yeux bleus ».

Le 20 janvier 2006, le Premier ministre Jun'ichirō Koizumi introduit la controverse à la Diète du Japon lors de son discours annuel dans lequel il déclare préparer un projet de loi pour permettre aux femmes d'accéder au trône impérial, afin de pérenniser la succession impériale dans le temps. Koizumi n'annonce aucun délai particulier à la préparation de cette loi, ni les détails de son contenu, mais déclare qu'elle sera en accord avec les conclusions du groupe d'experts du gouvernement de 2005.
Le 1er février 2006, l'ancien ministre du Commerce, Takeo Hiranuma, provoque une controverse en s'opposant à ce projet de loi de réforme parce que la princesse Aiko pourrait très bien épouser un étranger à l'avenir (ce qui ferait entrer un non-Japonais dans la famille impériale).
Le 6 février 2006, il est annoncé que la femme du prince Akishino, la princesse Kiko, est enceinte et devrait accoucher en septembre. Le 6 septembre 2006, la princesse Kiko accouche d'un garçon, plus tard nommé prince Hisahito. Il est actuellement troisième dans l'ordre de succession mais la princesse Kiko, qui n'a aucun droit de succession, aurait préséance sur lui ainsi que son oncle si la loi était modifiée.

### 2007-2009: piétinement et retour en arrière
Le 3 janvier 2007, le Premier ministre Shinzō Abe annonce l'abandon du projet de loi de réforme de la loi de la maison impériale.
En septembre 2007, le successeur d'Abe, Yasuo Fukuda, déclare être en faveur d'une réforme pour permettre aux femmes de monter sur le trône.
En novembre 2009, dans son discours du 20e anniversaire de son ascension au trône, l'empereur Akihito donne ses propres suggestions sur le débat de succession et exhorte le gouvernement à examiner les opinions de ses fils Naruhito et Akishino.

### 2011, année du tsunami: perte d'intérêt du gouvernement sur la question dynastique
Le 5 octobre 2011, Shingo Haketa, grand intendant de l'Agence impériale, en visite au bureau du Premier ministre Yoshihiko Noda, lui annonce l'urgence de permettre aux femmes de la famille impériale de pouvoir créer des branches familiales. Selon le grand intendant, la famille impériale ne peut plus maintenir ses activités de manière stable. Actuellement, dix membres de la famille sont adultes et ont moins de soixante ans, mais la plupart d'entre eux sont des princesses célibataires âgées d'une vingtaine d'années. Quand ces princesses quitteront la famille après leur mariage dans un avenir proche, il sera de plus en plus difficiles pour la famille d'accomplir ses devoirs. Considérant que le prince Hisahito est actuellement le seul petit-fils de l'empereur Akihito éligible au trône, l'Agence impériale déclare qu'il est nécessaire de concevoir un nouveau système afin d'assurer la stabilité de la succession au trône, ce qui serait un problème de moyen-long-terme. Le grand intendant Haketa  déclare s'inquiéter de la succession depuis sa prise de fonction de 2005. Après la victoire du Parti démocrate aux élections de septembre 2009, il explique la situation aux membres du Cabinet, exhortant le gouvernement à régler le problème. Le gouvernement sera lent à réagir à cette demande.

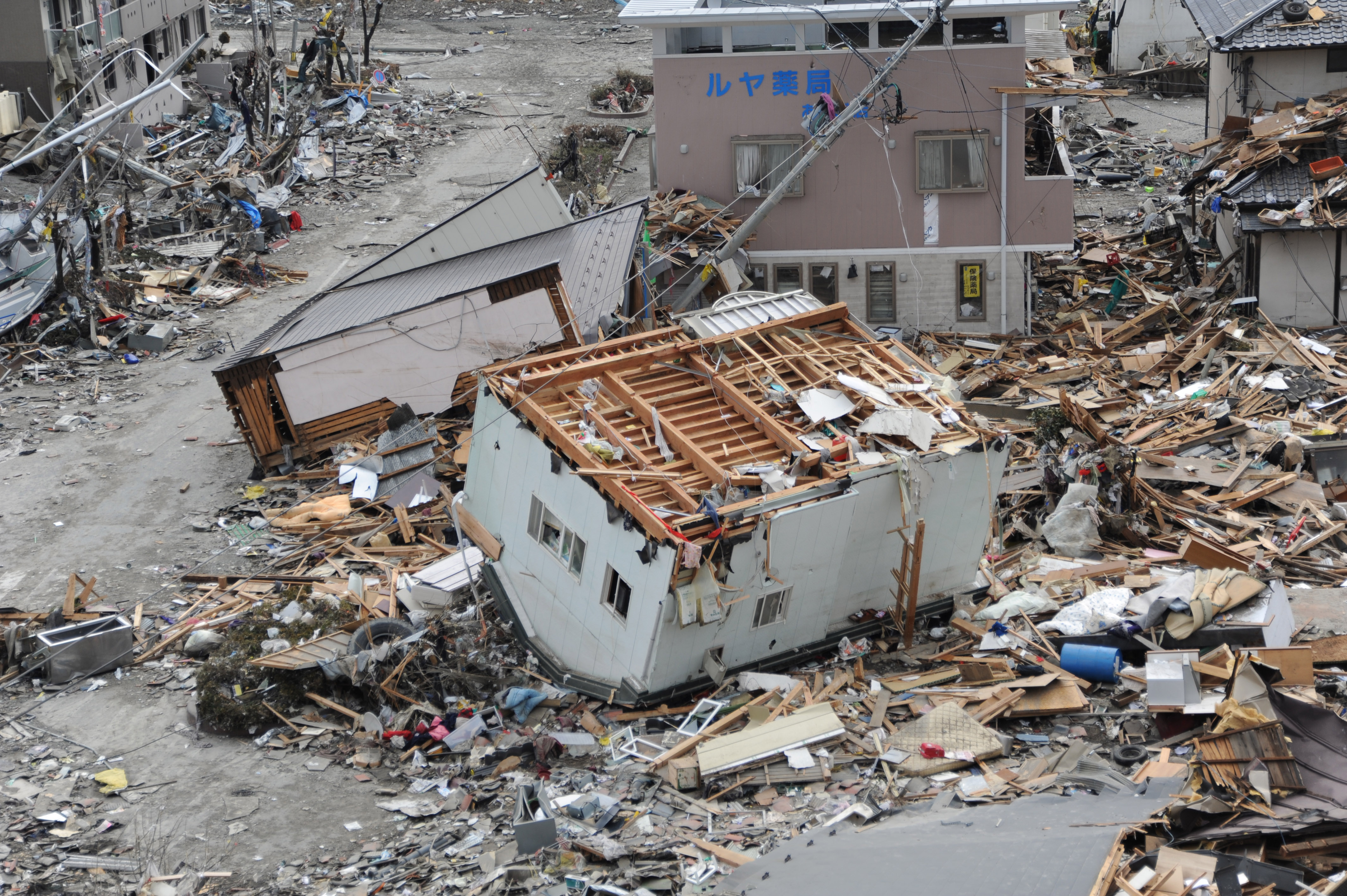
Le séisme de 2011 accapare l'attention du gouvernement qui délaisse la question impériale.

Le 25 novembre 2011, le Secrétaire général du Cabinet Osamu Fujimura déclare qu'il existe un moyen pour obtenir une situation « stable » à la succession du trône du chrysanthème, exprimant son inquiétude quant à la pénurie d'héritiers mâles. « Le gouvernement est conscient de l'anxiété future causée par la sécurisation d'une succession stable non résolue. Maintenir une succession régulière est un problème national et le gouvernement doit prendre conscience qu'il est le sujet de discussions quotidiennes parmi le public ». Le lendemain, l'ancien ministre du Commerce, Takeo Hiranuma, maintenant membre fondateur du Parti de l'aube du Japon, organise une réunion avec les organisations conservatrices pour discuter du maintien de la seule lignée mâle à la succession. Hiranuma suggère que si les membres féminins étaient autorisés à rester dans la famille impériale après leur mariage avec un roturier, ils devraient essayer de se marier avec un membre des onze branches de la famille qui furent désanoblies en octobre 1947. Hiranuma propose aussi de rétablir les anciennes branches pour augmenter la taille de la famille impériale.
Le 1er décembre 2011, le Premier ministre Noda appelle à un débat national sur la question de l'autorisation des femmes à conserver leur statut de membre de la famille impériale après leur mariage. Il ne fixe aucune date limite mais déclare son intention de construire un cadre de discussion sur la question. Deux jours plus tard, plusieurs membres du gouvernement annoncent à l'agence de presse Kyodo News que la question du maintien du statut des femmes « ne semble pas être une priorité urgente. Le gouvernement n'a pas d'énergie à gaspiller pour cela ». Selon l'agence de presse, une source proche de la famille impériale exprime son inquiétude à propos de l'attitude hésitante du gouvernement : « Il est évident que le nombre d'activités de la famille impériale deviendra plus restreint dans l'avenir sans réforme du système actuel. Un nouveau système doit être fondé avant le mariage de la princesse Mako. J'aimerais voir le public s'intéresser plus à la question ».

### Depuis 2012: reconnaissance de l'urgence de la situation et mise en place d'audiences d'experts
Le 6 janvier 2012, le Secrétaire général du Cabinet, Osamu Fujimura, déclare lors d'une conférence de presse que le gouvernement reconnaît que « ce maintien de la stabilité des activités de la maison impériale et la suppression de ce problème pesant sur les fonctions officielles de leurs Majestés l'empereur et l'impératrice sont des problèmes majeurs très urgents ». Il annonce que le gouvernement se concentrera sur le statut des membres féminins et la possibilité pour elles de créer de nouvelles branches familiales mais qu'il n'y aurait aucun débat sur les droits de succession pour eux ou leurs enfants. Il annonce que, « afin de contribuer au débat », des audiences d'experts auraient lieu une ou deux fois par mois. L'ancien avocat et juge de la Cour suprême Itsuo Sonobe est alors nommé au poste de conseiller spécial du Cabinet à la tête des audiences « en raison de sa grande connaissance du système de la maison impériale » et pour son ancienne expérience comme président député du conseil consultatif de la loi de la maison impériale qui recommandait en 2005 que le droit d'ascension au trône devrait être étendu aux femmes et aux descendants de la lignée féminine de la famille impériale.
Les 7 et 8 janvier 2012, un sondage de Kyodo News montre que 65,5 % du public japonais soutient l'idée d'autoriser les membres féminins de la famille impériale de pouvoir créer leurs propres branches et de conserver leur statut impérial après leur mariage. L'enquête téléphonique valida les réponses de 1 016 électeurs potentiels dans 1 459 ménages choisis au hasard dans tout le Japon, à part dans certaines parties de la préfecture de Fukushima évacuée à cause de l'accident nucléaire.
Le 10 février 2012, un éditorial du Japan Times accuse Fujimura de « brasser l'air » en parlant uniquement de l'importance du maintien des « activités de la famille impériale de manière stable » et de soulager le « fardeau pesant sur les devoirs officiels de l'empereur et l'impératrice ». L'éditorial exprime des préoccupations « sur la pénurie de membres masculins de la famille impériale qui rendrait difficile la survie de la lignée impériale » et qu'« étant donné la situation actuelle de la famille impériale, il semble inévitable de rendre les membres féminins accessibles au trône », blâmant le gouvernement pour « éviter de discuter d'un possible scénario dans lequel il n'y aurait plus d'héritiers mâles ». Colin Jones, professeur de droit à l'université Dōshisha de Kyoto, prévient que, sans changements, il ne pourra pas y avoir de plan de secours si le prince Hisahito échoue à avoir un fils ou y est empêché de quelques manières que ce soit. « Les monarchies ont des branches familiales pour qu'il y ait justement des membres supplémentaires. Au fil du temps, il n'y aura plus aucun membre de la famille impériale capable d'agir comme mandataire ». Selon Jones, il est nécessaire d'aborder la question de la succession le plus tôt possible, puisqu'il sera trop tard pour le faire lorsque Hisahito sera devenu empereur. « Ils ne pourront pas soudainement régler le problème. Il faut faire quelque chose dès maintenant ».
Le 29 février 2012, la première audience d'experts a lieu. À cette occasion, le Dr Akira Imatani, professeur d'histoire médiévale du Japon à l'université Teikyō et le journaliste Soichiro Tawara donnent leurs opinions. Tous deux recommandent que les membres féminins de la famille impériale conservent leur statut après leur mariage. « Les temps ont changé, le Japon est devenu une société qui promeut l'égalité des sexes. Je pense que refuser aux membres féminins de conserver leur statut est un anachronisme ». Tawara et Imatani proposent que les maris roturiers des princesses obtiennent un statut quasi-impérial qui leur permettrait d'assister aux événements officiels tout en gardant leurs emplois, même avec quelques restrictions.
Le 29 mars 2012, la seconde audience d'experts a lieu. Le Dr Masayuki Yamauchi, professeur d'affaires internationales à l'université de Tokyo, et le Dr Makoto Oishi, professeur du droit constitutionnel à l'université de Kyoto, s'y expriment en faveur de l'autorisation aux femmes de pouvoir créer leurs propres branches. Yamauchi propose, afin de réduire la charge sur le budget public, de limiter l'éligibilité aux seules princesses parentes au second degré avec l'empereur (cette catégorie ne comprend actuellement que les trois petites-filles de l'empereur Akihito, les princesses Aiko, Mako et Kako). Selon Yamauchi, la famille impériale peut survivre dans l'avenir tout en étant une simple famille nucléaire, celle du prince Hisahito, et soutient que l'existence de branches familiales pourrait s'avérer utile afin d'éviter son « assèchement ».

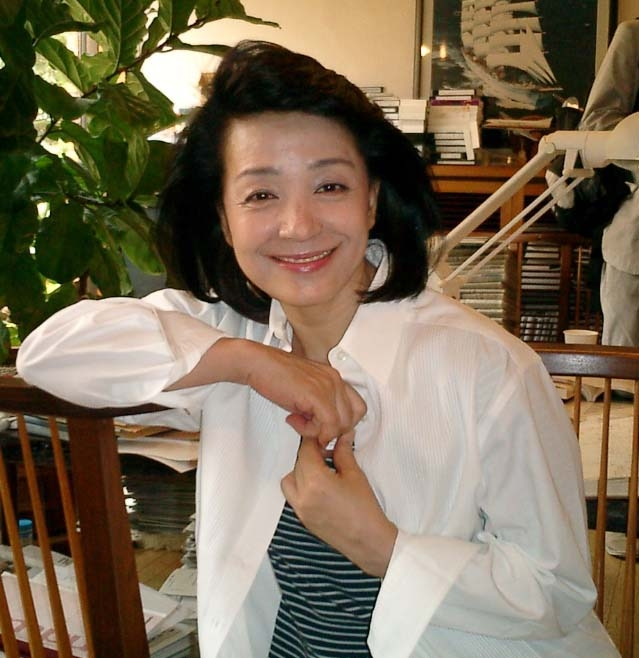
Yoshiko Sakurai propose de restaurer les anciennes shinnōke, ce que rejette le gouvernement car leurs membres sont nés roturiers.

Le 10 avril 2012, la troisième audience a lieu. Les experts sont la journaliste Yoshiko Sakurai et le professeur Akira Momochi qui furent les premières personnes à s'opposer à l'idée que les femmes de la famille impériale puissent conserver leur statut après leur mariage. Le professeur Momochi enseigne le droit à l'université Nihon, la plus grande université du Japon. Yoshiko Sakurai est une journaliste et critique sociale renommée au Japon, surtout connue pour son attitude de droite à tendance ultranationaliste. Bien qu'il n'y ait aucun projet d'accorder aux femmes le droit de monter sur le trône, Sakurai et Momochi sont préoccupés par la future existence de branches familiales dominées par des femmes qui pourraient éventuellement briser la filiation paternelle. Comme solution à la diminution du nombre des membres de la famille impériale et à la pénurie d'héritiers mâles, ils suggèrent de réviser la loi de la maison impériale pour que les descendants mâles des branches qui avaient renoncé à leur statut en 1947 puissent revenir dans la famille impériale comme adoptés. Yoshiko Sakurai propose également de restaurer quatre anciennes branches familiales : « Elles étaient trop nombreuses alors leur nombre a été réduit. Nous sommes aujourd'hui dans une situation complètement opposée, pourquoi ne pouvons-nous pas prendre la décision inverse ? ». Le contexte de cette décision est que jusqu'à la restauration de Meiji, il n'y eut que quatre branches familiales, les Shinnōke. Au XIXe siècle, de nouvelles maisons furent créées à partir des branches des Fushimi-no-miya, les Ōke. En 1935, il y avait 11 branches collatérales de la famille impériale au total, en plus des familles des trois frères de l'empereur Showa. Selon le journal Yomiuri Shinbun, le gouvernement est opposé à l'idée de restaurer les anciennes branches de la famille impériale, « affirmant qu'il serait difficile d'obtenir le soutien du public si les descendants sont nés roturiers ».
Le 23 avril 2012, la quatrième audience a lieu. Les experts reviennent sur le projet de création de branches créées par les femmes de la famille impériale. Dans le projet du gouvernement d'écouter l'avis d'« au moins vingt experts », la moitié d'entre eux sont faites.
Le 4 mai 2012, le Yomiuri Shimbun rapporte que les plans du gouvernement visent à consulter le Parti démocrate du Japon majoritaire et l'opposition sur la révision de la loi de la maison impériale avant de soumettre un projet de loi lors d'une session extraordinaire de la Diète à l'automne ou à une session ordinaire l'année prochaine. Grâce aux conclusions des audiences précédentes, un officiel du gouvernement déclare que « les points de vue de plus de personnes que prévu ont été entendus » à propos de la proposition d'augmenter le nombre de membres de la famille impériale en autorisant les hommes des anciennes maisons princières de pouvoir devenir membres en étant adoptés. Une autre idée est de permettre aux membres féminins de la famille impériale de conserver le titre de « princesse » même après avoir quitté leur statut de membre de la famille impériale du fait de leur mariage, elles pourraient ainsi prendre part aux activités de la famille. Comme cette idée est soutenue à la fois par les partisans et les opposants de l'autorisation aux femmes de pourvoir créer des branches familiales, des officiels affirment que cela pourra constituer un compromis dans le cas où la discussion « demeure non concluante ». Comme le fait de permettre aux princesses de pouvoir garder leur statut de membre de la famille impériale est beaucoup plus discuté, « la détermination du Premier ministre Yoshihiko Noda sera cruciale pour une possible réforme du système ». Cependant, bien que celui-ci ait déjà souligné l'urgence de la question, il n'a fait aucune déclaration sur le problème depuis plusieurs mois. Cela crée un scepticisme chez les membres du gouvernement pour savoir s'il s'agit vraiment d'une question prioritaire pour lui. Un officiel de l'Agence impériale exprime sa préoccupation dans le Yomiuri Shinbun : « Quand on se projette dans l'avenir, on constate la nécessité de changer le système ». Selon la loi de la maison impériale, l'impératrice et les princesses peuvent temporairement agir au nom de leurs maris dans les affaires d'État. Cela signifie que si les membres féminins de la famille impériale sont autorisées à conserver leur statut après leur mariage, il serait possible d'alléger la charge de travail des membres mâles en prenant en charge certaines fonctions.
Le 27 mai 2014, la princesse Noriko annonce ses fiançailles avec le roturier Kunimaru Senge. Le mariage se déroule le 5 octobre de la même année et la princesse perd alors son rang et sa place au sein de la famille impériale.

## Propositions comme solution à la crise
| #  | Proposition                                                   | Partisans | Arguments pour | Opposants                                            | Arguments contre |
| -- | ------------------------------------------------------------- | --- | --- | ---------------------------------------------------- | --- |
| 1. | Donner aux femmes les mêmes droits que les hommes             | Groupe des 10 experts, Jun'ichirō Koizumi, Yasuo Fukuda, Shingo Haketa, Akira Imatani, Soichiro Tawara, Masayuki Yamauchi, Makoto Oishi, Chieko Kanatani | Permettrait aux nombreuses femmes de la famille d'apporter des membres supplémentaires et résoudre le problème du manque de successeurs au trône. Situation jugée anachronique. Pourrait accessoirement améliorer l'image de la famille impériale et du pays à l'étranger. | Takeo Hiranuma, Yoshiko Sakurai, Akira Momochi       | Cela pourrait faire monter une nouvelle dynastie sur le trône et même faire entrer des étrangers dans la famille impériale,. La filiation paternelle, prétendue ininterrompue depuis l'origine de la dynastie, pourrait être brisée. |
| 2. | Restaurer les anciennes branches familiales (Shinnōke et Ōke) | Takeo Hiranuma, Masayuki Yamauchi, Makoto Oishi, Yoshiko Sakurai, Akira Momochi, prince Tomohito de Mikasa, les conservateurs                            | Permettrait d'augmenter la taille de la famille impériale de façon significative ainsi que l'adoption de membres au sein même du groupe impériale, | Groupe des 10 experts, le gouvernement, les libéraux | Jugé anti-démocratique et impopulaire. « Il serait difficile d'obtenir le soutien du public si les descendants sont nés roturiers ».                                                                                                 |
| 3. | Restaurer l'ancien système des concubines                     | Prince Tomohito de Mikasa | Permettrait de poursuivre la lignée mâle sans changer les règles | Groupe des 10 experts                                | Jugé anti-démocratique et impopulaire |

La solution la plus discutée reste de donner aux femmes les mêmes droits que les hommes, comme pouvoir rester dans la famille impériale après leur mariage ou avoir le droit de monter sur le trône. Beaucoup d'observateurs occidentaux se demandent pourquoi, à l'heure où la plupart des monarchies européennes ont changé leurs lois de succession pour permettre au premier enfant du monarque de monter sur le trône, quel que soit son sexe, cette question semble être un problème au Japon même lorsque la dynastie est menacée. Ils trouvent que cela entre en contradiction avec l'article 14 de la constitution du Japon de 1947 qui déclare qu'« il ne sera fait aucune discrimination sur la race, la religion, le sexe, le statut social ou l'origine familiale ». Selon plusieurs spécialistes, l'argument que donner aux femmes les mêmes droits que les hommes risque de briser la filiation paternelle qui existe depuis l'empereur Jinmu ne tient pas car ceci n'est pas historiquement prouvé, les 10 à 15 premiers empereurs du Japon étant clairement légendaires,. En outre, neuf impératrices ont régné sur le trône du chrysanthème avant 1947 (la dernière étant l'impératrice Go-Sakuramachi de 1762 à 1771).